# Liste des équipes du Championnat du monde de hockey sur glace 2018
Cette page contient la liste de toutes les équipes et leurs joueurs participant au Championnat du monde de hockey sur glace 2018 au Danemark.
Chaque équipe est constituée au minimum de 15 joueurs et 2 gardiens et, au maximum, de 22 joueurs et 3 gardiens.

## Allemagne
Une liste de 25 joueurs est annoncée le 30 avril 2018.
Entraîneur-chef : Marco Sturm
| No    | Nom                   | Position  | Club                         |
| ----- | --------------------- | --------- | ---------------------------- |
| +005, | Korbinian Holzer      | Défenseur | Ducks d'Anaheim              |
| +021, | Nico Krämmer          | Attaquant | Kölner Haie                  |
| +022, | Matthias Plachta      | Attaquant | Adler Mannheim               |
| +024, | Dennis Seidenberg - C | Défenseur | Islanders de New York        |
| +027, | Sebastian Uvira       | Attaquant | Kölner Haie                  |
| +029, | Leon Draisaitl        | Attaquant | Oilers d'Edmonton            |
| +031, | Niklas Treutle        | Gardien   | Ice Tigers de Nuremberg      |
| +032, | Oliver Mebus          | Défenseur | Ice Tigers de Nuremberg      |
| +035, | Mathias Niederberger  | Défenseur | Düsseldorfer EG              |
| +036, | Yannic Seidenberg     | Défenseur | EHC Munich                   |
| +040, | Björn Krupp           | Défenseur | Grizzlys Wolfsbourg          |
| +041, | Jonas Müller          | Défenseur | Eisbären Berlin              |
| +042, | Yasin Ehliz           | Attaquant | Thomas Sabo Ice Tigers       |
| +050, | Patrick Hager - A     | Attaquant | EHC Munich                   |
| +051, | Timo Pielmeier        | Gardien   | ERC Ingolstadt               |
| +058, | Markus Eisenschmid    | Attaquant | Rocket de Laval              |
| +059, | Manuel Wiederer       | Attaquant | Barracuda de San José        |
| +061, | Mirko Höfflin         | Attaquant | SERC Wild Wings              |
| +065, | Marc Michaelis        | Attaquant | Mavericks de Minnesota State |
| +067, | Bernhard Ebner        | Défenseur | Düsseldorfer EG              |
| +072, | Dominik Kahun         | Attaquant | EHC Munich                   |
| +086, | Daniel Pietta         | Attaquant | Krefeld Pinguine             |
| +091, | Moritz Müller - A     | Défenseur | Kölner Haie                  |
| +092, | Marcel Noebels        | Attaquant | Eisbären Berlin              |
| +095, | Frederik Tiffels      | Attaquant | Nailers de Wheeling          |

## Autriche
Une liste de 29 joueurs a été annoncée le 24 avril 2018 avant d'être réduite à 27 une semaine après.
Entraîneur-chef : Roger Bader
| No    | Nom                     | Position  | Club                     |
| ----- | ----------------------- | --------- | ------------------------ |
| +003, | Peter Schneider         | Attaquant | Capitals de Vienne       |
| +007, | Brian Lebler - A        | Attaquant | EHC Black Wings Linz     |
| +009, | Alexander Rauchenwald   | Attaquant | EC Red Bull Salzbourg    |
| +011, | Lukas Haudum            | Attaquant | Malmö Redhawks           |
| +012, | Michael Raffl           | Attaquant | Flyers de Philadelphie   |
| +013, | Patrick Obrist          | Attaquant | Eishockey Club Kloten    |
| +014, | Patrick Peter           | Défenseur | Capitals de Vienne       |
| +016, | Dominic Zwerger         | Attaquant | Hockey Club Ambrì-Piotta |
| +017, | Manuel Ganahl - A       | Attaquant | EC Klagenfurt AC         |
| +022, | Stefan Ulmer            | Défenseur | Hockey Club Lugano       |
| +023, | Fabio Hofer             | Attaquant | EHC Black Wings Linz     |
| +024, | Steven Strong           | Défenseur | EC Klagenfurt AC         |
| +027, | Thomas Hundertpfund - C | Attaquant | EC Klagenfurt AC         |
| +028, | Martin Schumnig         | Défenseur | EC Klagenfurt AC         |
| +029, | Bernhard Starkbaum      | Gardien   | EC Red Bull Salzbourg    |
| +030, | David Kickert           | Gardien   | Capitals de Vienne       |
| +031, | David Madlener          | Gardien   | EC Klagenfurt AC         |
| +041, | Mario Altmann           | Défenseur | EHC Black Wings Linz     |
| +042, | Layne Viveiros          | Défenseur | EC Red Bull Salzbourg    |
| +051, | Daniel Woger            | Attaquant | Graz 99ers               |
| +061, | Patrick Spannring       | Attaquant | EHC Black Wings Linz     |
| +063, | Markus Schlacher        | Défenseur | EC Villacher SV          |
| +067, | Konstantin Komarek      | Attaquant | Karlskrona HK            |
| +091, | Dominique Heinrich      | Défenseur | EC Red Bull Salzbourg    |
| +092, | Clemens Unterweger      | Défenseur | Graz 99ers               |

## Biélorussie
Entraîneur-chef : Dave Lewis
| No    | Nom                       | Position  | Club                    |
| ----- | ------------------------- | --------- | ----------------------- |
| +001, | Mikhaïl Karnoukhov        | Gardien   | HK Dinamo Minsk         |
| +007, | Ouladzimir Dzianissaw     | Défenseur | SaiPa                   |
| +009, | Roman Dioukov             | Défenseur | Saryarka Karaganda      |
| +010, | Pavel Razvadovski         | Attaquant | HK Iounost Minsk        |
| +013, | Siarheï Drozd             | Attaquant | HK Dinamo Minsk         |
| +014, | Iawhen Lissavets          | Défenseur | HK Dinamo Minsk         |
| +015, | Artsiom Dziamko           | Attaquant | HK Chakhtsior Salihorsk |
| +016, | Geoff Platt               | Attaquant | HK CSKA Moscou          |
| +017, | Iahor Charanhovitch       | Attaquant | HK Dinamo Minsk         |
| +018, | Kristian Khenkel          | Défenseur | Mallards de Quad City   |
| +023, | Nikita Ioustinenko        | Défenseur | HK Dynama-Maladetchna   |
| +028, | Oleksandr Materoukhine    | Défenseur | HK Dinamo Minsk         |
| +031, | Ivan Koulbakov            | Gardien   | HK Chakhtsior Salihorsk |
| +051, | Stepan Falkovsky          | Défenseur | Reign d'Ontario         |
| +055, | Pavel Vorobeï             | Défenseur | KRS Heilongjiang        |
| +070, | Charles Linglet           | Attaquant | Eisbären Berlin         |
| +071, | Aliaksandr Pawlovitch - C | Attaquant | HK Dinamo Minsk         |
| +074, | Artsiom Levcha            | Attaquant | HK Nioman Hrodna        |
| +077, | Aliaksandr Kitaraw - A    | Attaquant | HK Dinamo Minsk         |
| +079, | Vitali Trous              | Gardien   | HK Nioman Hrodna        |
| +082, | Artsiom Kissly            | Attaquant | HK Nioman Hrodna        |
| +084, | Maksim Chouchko           | Attaquant | Attack d'Owen Sound     |
| +088, | Iawhen Kavyrchyn          | Attaquant | HK Dinamo Minsk         |
| +089, | Dzmitry Korabaw - A       | Défenseur | HK Dinamo Minsk         |
| +091, | Artour Hawrous            | Attaquant | HK Dynama-Maladetchna   |

## Canada
Une pré-liste de 18 joueurs a été annoncée le 12 avril 2018, puis 4 joueurs ont été ajoutés le 27 avril. Tyson Jost se joint à l'équipe le 30 avril.
Entraîneur-chef : Bill Peters
| No    | Nom                 | Position  | Club                     |
| ----- | ------------------- | --------- | ------------------------ |
| +003, | Joel Edmundson      | Défenseur | Blues de Saint-Louis     |
| +005, | Aaron Ekblad        | Défenseur | Panthers de la Floride   |
| +006, | Ryan Pulock         | Défenseur | Islanders de New York    |
| +007, | Jordan Eberle       | Attaquant | Islanders de New York    |
| +010, | Brayden Schenn - A  | Attaquant | Blues de Saint-Louis     |
| +011, | Jean-Gabriel Pageau | Attaquant | Sénateurs d'Ottawa       |
| +012, | Joshua Bailey       | Attaquant | Islanders de New York    |
| +013, | Mathew Barzal       | Attaquant | Islanders de New York    |
| +017, | Jaden Schwartz      | Attaquant | Blues de Saint-Louis     |
| +018, | Pierre-Luc Dubois   | Attaquant | Blue Jackets de Columbus |
| +021, | Tyson Jost          | Attaquant | Avalanche du Colorado    |
| +025, | Darnell Nurse       | Défenseur | Oilers d'Edmonton        |
| +027, | Ryan Murray         | Défenseur | Blue Jackets de Columbus |
| +030, | Curtis McElhinney   | Gardien   | Maple Leafs de Toronto   |
| +035, | Darcy Kuemper       | Gardien   | Coyotes de l'Arizona     |
| +044, | Marc-Édouard Vlasic | Défenseur | Sharks de San José       |
| +052, | Thomas Chabot       | Défenseur | Sénateurs d'Ottawa       |
| +053, | Bo Horvat           | Attaquant | Canucks de Vancouver     |
| +055, | Colton Parayko      | Défenseur | Blues de Saint-Louis     |
| +072, | Anthony Beauvillier | Attaquant | Islanders de New York    |
| +090, | Ryan O'Reilly - A   | Attaquant | Sabres de Buffalo        |
| +093, | Ryan Nugent-Hopkins | Attaquant | Oilers d'Edmonton        |
| +097, | Connor McDavid - C  | Attaquant | Oilers d'Edmonton        |

## Corée du Sud
Entraîneur-chef : Jim Paek
| No    | Nom               | Position  | Club                   |
| ----- | ----------------- | --------- | ---------------------- |
| +001, | Matt Dalton       | Gardien   | Anyang Halla           |
| +003, | Seo Yeong-jun     | Défenseur | Daemyung Killer Whales |
| +005, | Bryan Young       | Défenseur | Daemyung Killer Whales |
| +006, | Kim Won-jun       | Défenseur | Anyang Halla           |
| +007, | Oh Hyun-ho        | Défenseur | Daemyung Killer Whales |
| +008, | Kim Won-jung      | Attaquant | Anyang Halla           |
| +009, | Jeon Jung-woo     | Attaquant | Daemyung Sangmu        |
| +010, | Michael Swift     | Attaquant | High1                  |
| +011, | Kim Ki-sung       | Attaquant | Anyang Halla           |
| +012, | Song Hyeong-cheol | Défenseur | Anyang Halla           |
| +013, | Lee Young-jun     | Attaquant | Daemyung Killer Whales |
| +019, | Kim Sang-wook     | Attaquant | Anyang Halla           |
| +023, | Eric Regan        | Défenseur | Anyang Halla           |
| +025, | Brock Radunske    | Attaquant | Anyang Halla           |
| +027, | Ahn Jin-hui       | Attaquant | Daemyung Sangmu        |
| +031, | Lee Yeon-seung    | Gardien   | Daemyung Killer Whales |
| +036, | Park Woo-sang - C | Attaquant | Anyang Halla           |
| +044, | Alex Plante - A   | Défenseur | Anyang Halla           |
| +047, | Shin Sang-hoon    | Attaquant | Daemyung Sangmu        |
| +050, | Park Sung-je      | Gardien   | High1                  |
| +061, | Lee Don-ku        | Défenseur | Anyang Halla           |
| +063, | Park Jin-kyu      | Attaquant | Daemyung Sangmu        |
| +081, | Lee Chong-hyun    | Attaquant | Université Yonsei      |
| +087, | Cho Min-ho - A    | Attaquant | Anyang Halla           |
| +096, | Shin Sang-woo     | Attaquant | Anyang Halla           |

## Danemark
Entraîneur-chef : Janne Karlsson
| No    | Nom                | Position  | Club                     |
| ----- | ------------------ | --------- | ------------------------ |
| +003, | Philip Larsen      | Défenseur | Salavat Ioulaïev Oufa    |
| +005, | Daniel Nielsen     | Défenseur | Herning Blue Fox         |
| +006, | Stefan Lassen      | Défenseur | Pelicans Lahti           |
| +009, | Frederik Storm     | Attaquant | Malmö Redhawks           |
| +012, | Mads Christiensen  | Attaquant | EHC Munich               |
| +017, | Nicklas Jensen     | Attaquant | Jokerit                  |
| +025, | Oliver Lauridsen   | Défenseur | Jokerit                  |
| +027, | Oliver Bjorkstrand | Attaquant | Blue Jackets de Columbus |
| +028, | Emil Kristensen    | Défenseur | KooKoo Kouvola           |
| +029, | Morten Madsen - A  | Attaquant | Karlskrona HK            |
| +031, | Simon Nielsen      | Gardien   | Herning Blue Fox         |
| +032, | Sebastian Dahm     | Gardien   | Iserlohn Roosters        |
| +033, | Julian Jakobsen    | Attaquant | AaB Ishockey             |
| +036, | Jannik Hansen      | Attaquant | Sharks de San José       |
| +039, | George Sorensen    | Gardien   | Södertälje SK            |
| +040, | Jesper Jensen      | Attaquant | Brynäs IF                |
| +041, | Jesper Jensen Aabo | Défenseur | Jokerit                  |
| +043, | Nichlas Hardt      | Attaquant | Malmö Redhawks           |
| +048, | Nicholas Jensen    | Défenseur | REV Bremerhaven          |
| +050, | Mathias Bau Hansen | Attaquant | Bears de Hershey         |
| +051, | Frans Nielsen - A  | Attaquant | Red Wings de Détroit     |
| +063, | Patrick Russell    | Attaquant | Condors de Bakersfield   |
| +089, | Mikkel Bødker      | Défenseur | Sharks de San José       |
| +093, | Peter Regin - C    | Attaquant | Jokerit                  |

## États-Unis
Une liste de 23 joueurs est annoncée le 28 avril 2018.
Entraîneur-chef : Jeff Blashill
| No    | Nom               | Position  | Club                      |
| ----- | ----------------- | --------- | ------------------------- |
| +001, | Keith Kinkaid     | Gardien   | Devils du New Jersey      |
| +003, | Nick Bonino       | Attaquant | Predators de Nashville    |
| +004, | Will Butcher      | Défenseur | Devils du New Jersey      |
| +005, | Connor Murphy - A | Défenseur | Blackhawks de Chicago     |
| +007, | Derek Ryan        | Attaquant | Hurricanes de la Caroline |
| +012, | Alex DeBrincat    | Attaquant | Blackhawks de Chicago     |
| +013, | John Gaudreau     | Attaquant | Flames de Calgary         |
| +014, | Nick Jensen       | Défenseur | Red Wings de Détroit      |
| +020, | Chris Kreider     | Attaquant | Rangers de New York       |
| +021, | Dylan Larkin - A  | Attaquant | Red Wings de Détroit      |
| +022, | Sonny Milano      | Attaquant | Blue Jackets de Columbus  |
| +023, | Alec Martinez     | Défenseur | Kings de Los Angeles      |
| +025, | Blake Coleman     | Attaquant | Devils du New Jersey      |
| +027, | Anders Lee        | Attaquant | Islanders de New York     |
| +029, | Tage Thompson     | Attaquant | Blues de Saint-Louis      |
| +033, | Scott Darling     | Gardien   | Hurricanes de la Caroline |
| +035, | Charlie Lindgren  | Attaquant | Canadiens de Montréal     |
| +036, | Colin White       | Attaquant | Sénateurs d'Ottawa        |
| +039, | Brian Gibbons     | Attaquant | Devils du New Jersey      |
| +043, | Quinn Hughes      | Défenseur | Wolverines du Michigan    |
| +044, | Neal Pionk        | Défenseur | Rangers de New York       |
| +073, | Charlie McAvoy    | Défenseur | Bruins de Boston          |
| +082, | Jordan Oesterle   | Défenseur | Blackhawks de Chicago     |
| +088, | Patrick Kane - C  | Attaquant | Blackhawks de Chicago     |
| +089, | Cameron Atkinson  | Attaquant | Blue Jackets de Columbus  |

## Finlande
Une pré-liste de 24 joueurs est annoncée le 30 avril 2018,.
Entraîneur-chef : Lauri Marjamäki
| No    | Nom                   | Position  | Club                      |
| ----- | --------------------- | --------- | ------------------------- |
| +002, | Ville Pokka           | Défenseur | Senators de Belleville    |
| +004, | Tommi Kivistö         | Défenseur | Jokerit                   |
| +006, | Julius Honka          | Défenseur | Stars de Dallas           |
| +007, | Niko Mikkola          | Défenseur | Tappara                   |
| +012, | Marko Anttila         | Attaquant | Jokerit                   |
| +018, | Saku Mäenalanen       | Attaquant | Kärpät Oulu               |
| +019, | Veli-Matti Savinainen | Attaquant | Iougra Khanty-Mansiïsk    |
| +020, | Sebastian Aho - A     | Attaquant | Hurricanes de la Caroline |
| +022, | Janne Pesonen         | Attaquant | Växjö Lakers HC           |
| +024, | Kasperi Kapanen       | Attaquant | Maple Leafs de Toronto    |
| +025, | Pekka Jormakka        | Attaquant | Jokerit                   |
| +029, | Harri Säteri          | Gardien   | Panthers de la Floride    |
| +034, | Olli Palola           | Attaquant | Jokerit                   |
| +035, | Ville Husso           | Gardien   | Rampage de San Antonio    |
| +037, | Eero Kilpeläinen      | Gardien   | Örebro HK                 |
| +041, | Miro Heiskanen        | Défenseur | HIFK                      |
| +050, | Juuso Riikola         | Défenseur | Kalevan Pallo             |
| +055, | Miika Koivisto        | Défenseur | Kärpät Oulu               |
| +064, | Mikael Granlund - C   | Attaquant | Wild du Minnesota         |
| +065, | Sakari Manninen       | Attaquant | Örebro HK                 |
| +074, | Antti Suomela         | Attaquant | JYP Jyväskylä             |
| +077, | Markus Nutivaara      | Défenseur | Blue Jackets de Columbus  |
| +081, | Eeli Tolvanen         | Attaquant | Predators de Nashville    |
| +086, | Teuvo Teräväinen      | Attaquant | Hurricanes de la Caroline |
| +096, | Mikko Rantanen - A    | Attaquant | Avalanche du Colorado     |

## France
Une liste de 26 joueurs est annoncée le 28 avril 2018.
Entraîneur-chef : Dave Henderson
| No    | Nom                     | Position  | Club                      |
| ----- | ----------------------- | --------- | ------------------------- |
| +003, | Jonathan Janil          | Défenseur | Boxers de Bordeaux        |
| +004, | Antonin Manavian        | Défenseur | Alba Volán Székesfehérvár |
| +008, | Hugo Gallet             | Défenseur | TPS                       |
| +009, | Damien Fleury - A       | Attaquant | SERC Wild Wings           |
| +012, | Valentin Claireaux      | Attaquant | Lukko                     |
| +014, | Stéphane Da Costa - C   | Attaquant | Genève-Servette HC        |
| +015, | Maurin Bouvet           | Attaquant | Rapaces de Gap            |
| +018, | Yohann Auvitu           | Défenseur | Oilers d'Edmonton         |
| +023, | Guillaume Leclerc       | Défenseur | Rapaces de Gap            |
| +025, | Nicolas Ritz            | Attaquant | Dragons de Rouen          |
| +027, | Loïc Lampérier          | Attaquant | Dragons de Rouen          |
| +028, | Damien Raux             | Défenseur | Rapaces de Gap            |
| +029, | Floran Douay            | Attaquant | Genève-Servette HC        |
| +033, | Ronan Quemener          | Gardien   | Boxers de Bordeaux        |
| +037, | Sebastian Ylönen        | Gardien   | Jokipojat Joensuu         |
| +038, | Thomas Thiry            | Défenseur | Eissportverein Zoug       |
| +049, | Florian Hardy           | Gardien   | Ducs d'Angers             |
| +062, | Florian Chakiachvili    | Défenseur | Dragons de Rouen          |
| +063, | Alexandre Texier        | Attaquant | Kalevan Pallo             |
| +071, | Anthony Guttig          | Attaquant | Dragons de Rouen          |
| +072, | Jordann Perret          | Attaquant | HC Dynamo Pardubice       |
| +077, | Sacha Treille           | Attaquant | HC Dynamo Pardubice       |
| +080, | Teddy Da Costa          | Attaquant | Cracovia                  |
| +081, | Anthony Rech            | Attaquant | SERC Wild Wings           |
| +084, | Kévin Hecquefeuille - A | Défenseur | IK Pantern                |

## Lettonie
La pré-liste de 25 joueurs lettons est annoncée le 28 avril 2018.
Entraîneur-chef : Bob Hartley
| No    | Nom                   | Position  | Club                              |
| ----- | --------------------- | --------- | --------------------------------- |
| +003, | Edgars Siksna - A     | Défenseur | Saryarka Karaganda                |
| +010, | Rihards Bukarts       | Attaquant | Eisbären Berlin                   |
| +011, | Kristaps Sotnieks - A | Défenseur | Lada Togliatti                    |
| +015, | Mārtiņš Karsums       | Attaquant | HK Dinamo Moscou                  |
| +018, | Rodrigo Ābols         | Attaquant | Örebro HK                         |
| +021, | Rūdolfs Balcers       | Attaquant | Barracuda de San José             |
| +023, | Teodors Bļugers       | Attaquant | Penguins de Wilkes-Barre/Scranton |
| +024, | Miķelis Rēdlihs       | Attaquant | Dinamo Riga                       |
| +025, | Ēriks Ševčenko        | Défenseur | Tsen Tou Jilin                    |
| +026, | Uvis Jānis Balinskis  | Défenseur | Dinamo Riga                       |
| +027, | Oskars Cibuļskis      | Défenseur | Mountfield HK                     |
| +029, | Ralfs Freibergs       | Défenseur | HC Zlín                           |
| +030, | Elvis Merzļikins      | Gardien   | Hockey Club Lugano                |
| +035, | Matiss Kivlenieks     | Gardien   | Monsters de Cleveland             |
| +041, | Frenks Razgals        | Attaquant | Dinamo Riga                       |
| +050, | Kristers Gudļevskis   | Gardien   | Sound Tigers de Bridgeport        |
| +058, | Guntis Galviņš        | Défenseur | Dinamo Riga                       |
| +070, | Miks Indrašis - A     | Attaquant | Dinamo Riga                       |
| +071, | Roberts Bukarts       | Attaquant | HC Zlín                           |
| +077, | Kristaps Zīle         | Défenseur | Dinamo Riga                       |
| +079, | Vitalijs Pavlovs      | Attaquant | Dinamo Riga                       |
| +087, | Gints Meija           | Attaquant | Dinamo Riga                       |
| +089, | Ņikita Jevpalovs      | Attaquant | Dinamo Riga                       |
| +091, | Ronalds Ķēniņš        | Attaquant | Zürcher Schlittschuh Club Lions   |
| +094, | Kristiāns Rubīns      | Défenseur | Tigers de Medicine Hat            |

## Norvège
La pré-liste de 27 joueurs de l'équipe norvégienne est connue le 27 avril 2018. Elle est réduite à 24 joueurs le 30 avril.
Entraîneur-chef : Petter Thoresen
| No    | Nom                   | Position  | Club                             |
| ----- | --------------------- | --------- | -------------------------------- |
| +004, | Johannes Johannesen   | Défenseur | Stavanger ishockeyklubb          |
| +006, | Jonas Holøs - C       | Défenseur | Hockey Club Fribourg-Gottéron    |
| +008, | Mathias Trettenes     | Attaquant | Stavanger ishockeyklubb          |
| +012, | Michael Haga          | Attaquant | Mora IK                          |
| +014, | Dennis Sveum          | Défenseur | Stavanger ishockeyklubb          |
| +015, | Tommy Kristiansen     | Attaquant | Sparta Warriors                  |
| +016, | Eirik Salsten         | Attaquant | Stavanger ishockeyklubb          |
| +017, | Stefan Espeland       | Défenseur | Vålerenga ishockey               |
| +018, | Tobias Lindström      | Attaquant | Vålerenga ishockey               |
| +020, | Anders Bastiansen - A | Attaquant | Frisk Tigers                     |
| +021, | Steffan Thoresen      | Attaquant | Storhamar Dragons                |
| +022, | Martin Røymark        | Attaquant | MODO Hockey                      |
| +026, | Kristian Forsberg     | Attaquant | Stavanger ishockeyklubb          |
| +027, | Ludvig Hoff           | Attaquant | Fighting Hawks du Dakota du Nord |
| +028, | Niklas Roest          | Attaquant | Sparta Warriors                  |
| +030, | Lars Haugen           | Gardien   | Färjestad BK                     |
| +033, | Henrik Haukeland      | Gardien   | Timrå IK                         |
| +037, | Villiam Strøm         | Défenseur | Stavanger ishockeyklubb          |
| +038, | Henrik Holm           | Gardien   | Stavanger ishockeyklubb          |
| +040, | Ken André Olimb       | Attaquant | Linköpings HC                    |
| +043, | Christian Bull        | Défenseur | Storhamar Dragons                |
| +046, | Mathis Olimb - A      | Attaquant | Linköpings HC                    |
| +047, | Alexander Bonsaksen   | Défenseur | Iserlohn Roosters                |
| +090, | Daniel Sørvik         | Défenseur | HC Litvínov                      |
| +093, | Thomas Valkvæ Olsen   | Attaquant | Södertälje SK                    |

## République tchèque
Un pré-liste de 32 joueurs est communiquée le 26 avril 2018, puis réduite à 26 trois jours plus tard.
Entraîneur-chef : Josef Jandač
| No    | Nom                | Position  | Club                          |
| ----- | ------------------ | --------- | ----------------------------- |
| +003, | Radko Gudas - A    | Défenseur | Flyers de Philadelphie        |
| +008, | Libor Šulák        | Défenseur | Griffins de Grand Rapids      |
| +009, | David Sklenička    | Défenseur | HC Škoda Plzeň                |
| +010, | Roman Červenka - C | Attaquant | Hockey Club Fribourg-Gottéron |
| +011, | Andrej Nestrašil   | Attaquant | Neftekhimik Nijnekamsk        |
| +012, | Radek Faksa        | Attaquant | Stars de Dallas               |
| +014, | Tomáš Plekanec - A | Attaquant | Maple Leafs de Toronto        |
| +017, | Filip Hronek       | Défenseur | Spirit de Saginaw             |
| +018, | Dominik Kubalík    | Attaquant | Hockey Club Ambrì-Piotta      |
| +023, | Dmitrij Jaškin     | Attaquant | Blues de Saint-Louis          |
| +026, | Michal Řepík       | Attaquant | HC Sparta Prague              |
| +030, | Dominik Hrachovina | Attaquant | Barys Astana                  |
| +033, | Pavel Francouz     | Gardien   | Traktor Tcheliabinsk          |
| +036, | Jakub Krejčík      | Attaquant | HC Kometa Brno                |
| +039, | David Rittich      | Gardien   | Flames de Calgary             |
| +046, | David Krejčí       | Gardien   | Bruins de Boston              |
| +047, | Michal Jordán      | Défenseur | Amour Khabarovsk              |
| +051, | Roman Horák        | Attaquant | HK Vitiaz                     |
| +060, | Michal Moravčík    | Défenseur | HC Škoda Plzeň                |
| +061, | Adam Polášek       | Défenseur | HK Sotchi                     |
| +071, | Tomáš Hyka         | Attaquant | Wolves de Chicago             |
| +072, | Filip Chytil       | Attaquant | Rangers de New York           |
| +088, | David Pastrňák     | Gardien   | Bruins de Boston              |
| +090, | Robert Kousal      | Attaquant | Hockey Club Davos             |
| +098, | Martin Nečas       | Attaquant | HC Kometa Brno                |

## Russie
Une pré-liste avec 28 joueurs est annoncée le 24 avril 2018, puis réduite à 25 joueurs le 1er mai.
Entraîneur-chef : Ilia Vorobiov
| No    | Nom                  | Position  | Club                        |
| ----- | -------------------- | --------- | --------------------------- |
| +003, | Dinar Khafizoulline  | Défenseur | SKA Saint-Pétersbourg       |
| +004, | Vladislav Gavrikov   | Défenseur | SKA Saint-Pétersbourg       |
| +007, | Kirill Kaprizov      | Attaquant | HK CSKA Moscou              |
| +011, | Sergueï Andronov - A | Attaquant | HK CSKA Moscou              |
| +013, | Pavel Datsiouk - C   | Attaquant | SKA Saint-Pétersbourg       |
| +015, | Artiom Anissimov     | Attaquant | Blackhawks de Chicago       |
| +019, | Pavel Boutchnevitch  | Attaquant | Rangers de New York         |
| +022, | Nikita Zaïtsev       | Défenseur | Maple Leafs de Toronto      |
| +025, | Mikhaïl Grigorenko   | Attaquant | HK CSKA Moscou              |
| +029, | Ilia Kabloukov       | Attaquant | SKA Saint-Pétersbourg       |
| +030, | Igor Chestiorkine    | Gardien   | SKA Saint-Pétersbourg       |
| +031, | Ilia Sorokine        | Gardien   | HK CSKA Moscou              |
| +041, | Nikita Sochnikov     | Attaquant | Blues de Saint-Louis        |
| +044, | Iegor Iakovlev       | Défenseur | SKA Saint-Pétersbourg       |
| +051, | Alekseï Bereglazov   | Défenseur | Metallourg Magnitogorsk     |
| +055, | Bogdan Kisselevitch  | Défenseur | HK CSKA Moscou              |
| +063, | Ievgueni Dadonov - A | Attaquant | Panthers de la Floride      |
| +066, | Ilia Mikheïev        | Attaquant | Avangard Omsk               |
| +078, | Maksim Mamine        | Attaquant | Panthers de la Floride      |
| +083, | Vassili Kochetchkine | Gardien   | Metallourg Magnitogorsk     |
| +087, | Maksim Chalounov     | Attaquant | HK CSKA Moscou              |
| +088, | Nikita Triamkine     | Défenseur | Avtomobilist Iekaterinbourg |
| +089, | Nikita Nesterov      | Défenseur | HK CSKA Moscou              |
| +094, | Aleksandr Barabanov  | Attaquant | SKA Saint-Pétersbourg       |
| +097, | Nikita Goussev       | Attaquant | SKA Saint-Pétersbourg       |

## Slovaquie
27 joueurs figurent sur la pré-liste annoncée le 26 avril 2018. Ils sont deux de moins 3 jours plus tard.
Entraîneur-chef : Craig Ramsay
| No    | Nom                | Position  | Club                          |
| ----- | ------------------ | --------- | ----------------------------- |
| +001, | Marek Čiliak       | Gardien   | HC Kometa Brno                |
| +002, | Andrej Sekera - C  | Défenseur | Oilers d'Edmonton             |
| +003, | Adam Jánošík       | Défenseur | HC Bílí Tygři Liberec         |
| +006, | Lukáš Cingeľ       | Attaquant | Mountfield HK                 |
| +007, | Mário Grman        | Défenseur | Piráti Chomutov               |
| +012, | Dávid Bondra       | Attaquant | HK ŠKP Poprad                 |
| +013, | Tomáš Jurčo        | Attaquant | Blackhawks de Chicago         |
| +017, | Dávid Buc          | Attaquant | HK ŠKP Poprad                 |
| +018, | Andrej Kudrna      | Attaquant | HC Sparta Prague              |
| +019, | Michal Krištof     | Attaquant | HK Nitra                      |
| +025, | Marek Hovorka      | Attaquant | HC Košice                     |
| +027, | Ladislav Nagy - A  | Attaquant | HC Košice                     |
| +028, | Pavol Skalický     | Attaquant | HC´05 iClinic Banská Bystrica |
| +030, | Denis Godla        | Gardien   | Kalevan Pallo                 |
| +033, | Juraj Mikúš        | Attaquant | HC Litvínov                   |
| +042, | Patrik Rybár       | Gardien   | Mountfield HK                 |
| +051, | Dominik Graňák - A | Défenseur | Mountfield HK                 |
| +056, | Michal Čajkovský   | Défenseur | Avtomobilist Iekaterinbourg   |
| +062, | Christián Jaroš    | Défenseur | Senators de Belleville        |
| +065, | Tomáš Marcinko     | Attaquant | HC Oceláři Třinec             |
| +066, | Martin Fehérváry   | Défenseur | IK Oskarshamn                 |
| +071, | Marek Ďaloga       | Défenseur | HC Sparta Prague              |
| +083, | Martin Bakoš       | Attaquant | HC Bílí Tygři Liberec         |
| +087, | Marcel Haščák      | Attaquant | HC Kometa Brno                |
| +088, | Patrik Svitana     | Attaquant | HK ŠKP Poprad                 |

## Suède
La pré-liste suédoise est communiquée le 29 avril 2018.
Entraîneur-chef : Rikard Grönborg
| No    | Nom                      | Position  | Club                   |
| ----- | ------------------------ | --------- | ---------------------- |
| +003, | John Klingberg - A       | Défenseur | Stars de Dallas        |
| +005, | Mikael Wikstrand         | Défenseur | Färjestad BK           |
| +006, | Adam Larsson             | Défenseur | Oilers d'Edmonton      |
| +009, | Adrian Kempe             | Attaquant | Kings de Los Angeles   |
| +011, | Mikael Backlund - C      | Attaquant | Flames de Calgary      |
| +012, | Johan Larsson            | Attaquant | Sabres de Buffalo      |
| +013, | Mattias Janmark          | Attaquant | Stars de Dallas        |
| +014, | Gustav Nyquist           | Attaquant | Red Wings de Détroit   |
| +018, | Dennis Everberg          | Attaquant | Neftekhimik Nijnekamsk |
| +023, | Oliver Ekman-Larsson - A | Défenseur | Coyotes de l'Arizona   |
| +024, | Lias Andersson           | Attaquant | Wolf Pack de Hartford  |
| +025, | Jacob de la Rose         | Attaquant | Canadiens de Montréal  |
| +030, | Filip Gustavsson         | Gardien   | Luleå HF               |
| +031, | Anders Nilsson           | Gardien   | Canucks de Vancouver   |
| +033, | Viktor Arvidsson         | Attaquant | Predators de Nashville |
| +035, | Magnus Hellberg          | Gardien   | HC Red Star Kunlun     |
| +037, | John Norman              | Attaquant | Jokerit                |
| +040, | Elias Pettersson         | Attaquant | Växjö Lakers HC        |
| +047, | Hampus Lindholm          | Défenseur | Ducks d'Anaheim        |
| +056, | Erik Gustafsson          | Défenseur | Blackhawks de Chicago  |
| +067, | Rickard Rakell           | Attaquant | Ducks d'Anaheim        |
| +072, | Patric Hörnqvist         | Attaquant | Penguins de Pittsburgh |
| +079, | Filip Forsberg           | Attaquant | Predators de Nashville |
| +091, | Magnus Pääjärvi Svensson | Attaquant | Sénateurs d'Ottawa     |
| +093, | Mika Zibanejad           | Attaquant | Rangers de New York    |

## Suisse
La pré-liste de 26 joueurs de l'équipe de Suisse est connue le 28 avril 2018.
Entraîneur-chef : Patrick Fischer
| No    | Nom                   | Position  | Club                            |
| ----- | --------------------- | --------- | ------------------------------- |
| +014, | Chris Baltisberger    | Attaquant | Zürcher Schlittschuh Club Lions |
| +015, | Grégory Hofmann       | Attaquant | Hockey Club Lugano              |
| +016, | Raphael Diaz - C      | Défenseur | Eissportverein Zoug             |
| +019, | Reto Schäppi - A      | Attaquant | Zürcher Schlittschuh Club Lions |
| +020, | Reto Berra            | Gardien   | Gulls de San Diego              |
| +021, | Kevin Fiala           | Attaquant | Predators de Nashville          |
| +022, | Nino Niederreiter - A | Attaquant | Wild du Minnesota               |
| +028, | Timo Meier            | Attaquant | Sharks de San José              |
| +034, | Dean Kukan            | Défenseur | Monsters de Cleveland           |
| +038, | Lukas Frick           | Défenseur | Lausanne Hockey Club            |
| +041, | Mirco Müller          | Défenseur | Devils du New Jersey            |
| +045, | Michael Fora          | Défenseur | Hockey Club Ambrì-Piotta        |
| +046, | Noah Rod              | Attaquant | Barracuda de San José           |
| +060, | Tristan Scherwey      | Attaquant | Club des patineurs de Berne     |
| +062, | Gilles Senn           | Gardien   | Hockey Club Davos               |
| +063, | Leonardo Genoni       | Gardien   | Club des patineurs de Berne     |
| +065, | Ramon Untersander     | Défenseur | Club des patineurs de Berne     |
| +071, | Enzo Corvi            | Attaquant | Hockey Club Davos               |
| +076, | Joël Genazzi          | Défenseur | Lausanne Hockey Club            |
| +079, | Damien Riat           | Attaquant | Genève-Servette Hockey Club     |
| +082, | Simon Moser           | Attaquant | Club des patineurs de Berne     |
| +083, | Joël Vermin           | Attaquant | Lausanne Hockey Club            |
| +085, | Sven Andrighetto      | Attaquant | Avalanche du Colorado           |
| +090, | Roman Josi            | Défenseur | Predators de Nashville          |
| +092, | Gaëtan Haas           | Attaquant | Club des patineurs de Berne     |